# Hasora hurama
Hasora hurama là một loài bướm ngày thuộc họ Hesperiidae. Nó được tìm thấy ở Úc (đông bắc bờ biển của Bắc Úc, miền bắc Gulf and đông bắc bờ biển của Queensland), Irian Jaya, Maluku, quần đảo Solomon và Papua New Guinea.
Sải cánh dài khoảng 50 mm.
Ấu trùng ăn Derris trifoliata. Chúng sống ở a shelter made by joining leaves with silk.

## Phân loài
- Hasora hurama hurama
- Hasora hurama mola Evans, 1949 (Bacan)